# Chen Jo-hsi
Chen Jo-hsi, även känd som Chen Ruoxi, född 15 november 1938 i Taihoku, är en taiwanesisk-amerikansk författare. 
Hon föddes Taiwan, som då var en japansk koloni, och studerade litteratur vid National Taiwan University. Efter examen 1961 reste hon till USA och träffade sin blivande man Tuan Shiyao vid Johns Hopkins University och de gifte sig 1964. I USA blev båda ivriga maoister och efter makens doktorsexamen 1966 for de till Kina för att "tjäna folket", lagom till kulturrevolutionen.
Efter sju år lyckades Chen och hennes familj få tillstånd att lämna landet. De flyttade först till Hongkong och det var där som Chen började skriva novellerna om livet i kulturrevolutionens Kina. Senare flyttade familjen till Kanada, men de bor nu i USA.

## Översatt till svenska
- Chen, Ruoxi; Alfons Harriet, Leys Simon, Malmqvist Göran (1980). Häradshövding Yins avrättning och andra noveller från kulturrevolutionens Kina. Stockholm: Atlantis. Libris 7644321. ISBN 91-7486-142-5 (inb.)